# Sikorsky S-69
Le Sikorsky S-69 (désignation militaire XH-59) est un helicoptère convertible expérimental américain développé par Sikorsky Aircraft avec le soutien de l'United States Army et de la NASA. Il utilise le concept de pale avancée coaxiale.
Le premier prototype (73-21941) vola le 26 juillet 1973, mais subit un accident en août 1973.
Un second exemplaire (73-21942) vola le 21 juillet 1975. En mode hélicoptère, il atteignait 156 km/h, mais avec des turboréacteurs auxiliaires, il a atteint 263 km/h en piqué.
Le programme s'est terminé en 1981, et le projet de mise à niveau vers XH-59B n'a pas pu avancer en raison de coûts.
Le concept de Rotor contrarotatif  influença de futurs projets tels que le Sikorsky X2 et le Sikorsky S-97 Raider.

## Développement
À la fin de l'année 1971, l'US Air Force attribua à Sikorsky un contrat pour le développement d’un prototype basé sur le concept ABC. Le premier vol a eu lieu le 26 juillet 1973, mais le prototype fut gravement endommagé lors  d'un accident. Un second prototype vola en 1975, atteignant des vitesses plus élevées avec l'ajout de turboréacteurs. Le programme prit fin en 1981.

## Conception
Le S-69 était équipé de deux rotors rigides, contra-rotatifs, permettant de résoudre le problème du décrochage des pales en recul. À haute vitesse, la poussée était fournie par deux turboréacteurs.

## Appareils survivants
Un prototype est stocké au NASA Ames Research Center, et un autre est exposé au Army Aviation Museum (en).

## Caractéristiques techniques

### Généralités
- Équipage : 2 personnes
- Longueur : 12,42 m
- Hauteur : 4,01 m
- Poids brut : 5 670 kg
- Poids maximum au décollage : 5 000 kg (sans turboréacteurs), 5 670 kg (avec turboréacteurs)

### Propulsion
- Moteur principal : 1 moteur Pratt & Whitney Canada PT6T-3 Turbo Twin Pac
```
 - 
Puissance :
 1 825 shp (1 361 kW) ou 1 500 hp
```

- Moteurs auxiliaires : 2 moteurs turboréacteurs Pratt & Whitney J60-P-3A
```
 - 
Poussée unitaire :
 1 361 kgf (13,34 kN)
```

### Rotors
- Nombre de rotors : 2 rotors coaxiaux, rigides et contra-rotatifs
- Diamètre des rotors : 10,97 m chacun
- Superficie du rotor : 189,14 m²
- Séparation des rotors : 76,2 cm
- Vitesse de rotation : 345 tr/min
- Section de la pale :
```
 - 
Racine :
 Profil NACA 63(230)-224A
 - 
Extrémité :
 Profil NACA 23012(64)
```

### Performances
- Vitesse maximale :
```
 - 485 km/h (avec turboréacteurs)
 - 289 km/h (sans turboréacteurs)
```

- Vitesse de croisière : 202 km/h
- Plafond opérationnel :
```
 - 7 620 m (avec turboréacteurs)
 - 4 570 m (sans turboréacteurs)
```

- Taux de montée : 366 m/min à 260 km/h
- Taux de montée au décollage : 1 200 pieds/min (366 m/min)